# Rancho Nuevo, Tihuatlán
Rancho Nuevo är en ort i Mexiko.   Den ligger i kommunen Tihuatlán och delstaten Veracruz, i den sydöstra delen av landet, 220 km nordost om huvudstaden Mexico City. Rancho Nuevo ligger 54 meter över havet och antalet invånare är 996.
Terrängen runt Rancho Nuevo är platt åt nordväst, men åt sydost är den kuperad. Runt Rancho Nuevo är det mycket tätbefolkat, med 2 431 invånare per kvadratkilometer. Närmaste större samhälle är Poza Rica de Hidalgo, 5,9 km söder om Rancho Nuevo. Omgivningarna runt Rancho Nuevo är en mosaik av jordbruksmark och naturlig växtlighet.